# Битва под Скалой (1684)
Би́тва под Скало́й — бой польско-казацких войск Речи Посполитой под командованием Михала Флориана Ржевуского с татарскими отрядами 8 июля 1684 года у Каменца во время польско-турецкой войны 1683—1699 годов.

## Предыстория
Весной 1684 гетман Яблоновский отправил группу в 3 тысячи солдат под руководством Михала Ржевуского в Молдавию с целью перехватить турецкий обоз, идущий в осаждённый поляками Каменец, и посадить на молдавский трон дружественного Речи Посполитой князя. В связи с набегом татар на Подолье и Галичину группа Ржевуского была отозвана назад в Каменец. В конце июня Ржевуский снова отправился со своей группой, усиленной 10-ю хоругвями конницы, на перехват обоза, идущего от Теребовли в район Жванца.

## Ход сражения
Ржевуский вёл свой отряд в таком порядке: 150 кавалеристов в авангарде, далее обоз из 120 лёгких повозок, занятых казацкой пехотой, остальная конница шла в арьергарде. У Скалы польский авангард был атакован татарами численностью в 2 тысячи воинов. Польский отряд был рассеян, и татары смогли ворваться в лагерь, нанося ощутимые потери казакам.
Ржевуский, оценив ситуацию, приказал «бить в котлы» и послал главные силы кавалерии навстречу татарам, которые не приняли боя и обратились в бегство. Поляки догнали татар на переправе через реку и истребили около 500 татар; 30 знатных мурз попало в плен.